# Uniophora
Uniophora is een geslacht van zeesterren uit de familie Asteriidae.

## Soorten
- Uniophora dyscrita H.L. Clark, 1923
- Uniophora granifera (Lamarck, 1816)

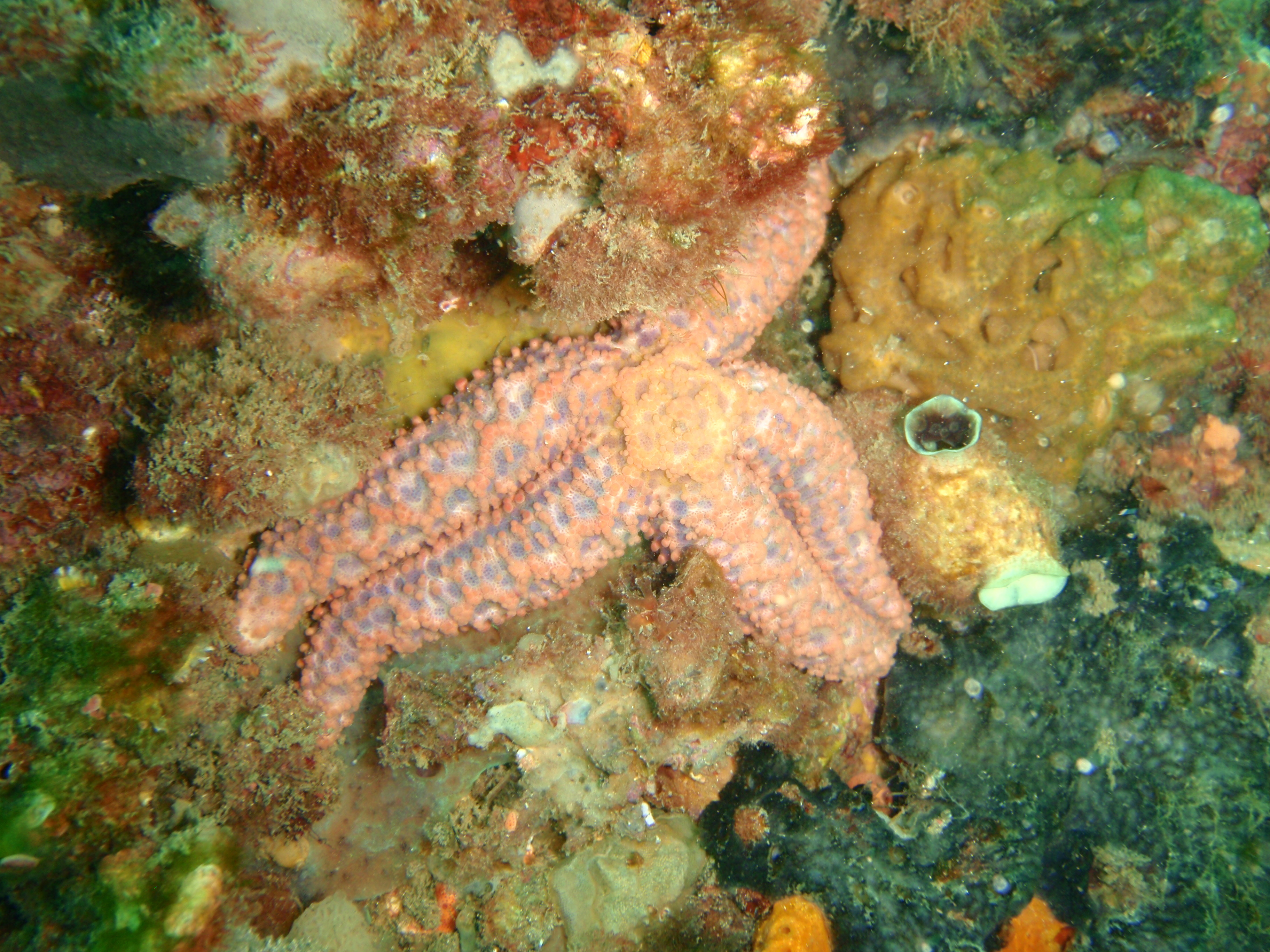
Uniophora granifera

- Uniophora nuda (Perrier, 1875)